# Jerchy
Jerchy (biał. Ерхі; ros. Ерхи) – agromiasteczko na Białorusi, w obwodzie mińskim, w rejonie wilejskim, w sielsowiecie Krzywe Sioło.
Dawniej używana nazwa – Jerechy.

## Historia
W czasach zaborów w powiecie wilejskim, w guberni wileńskiej Imperium Rosyjskiego. W 1866 roku liczyła 86 dusz rewizyjnych. Należała do dóbr Kostyki.
W latach 1921–1945 wieś leżała w Polsce, w województwie wileńskim, w powiecie wilejskim, w gminie Kościeniewicze.
Według Powszechnego Spisu Ludności z 1921 roku zamieszkiwało tu 315 osób, 194 były wyznania rzymskokatolickiego, 119 prawosławnego a 3 mojżeszowego. Jednocześnie 314 mieszkańców zadeklarowało polską, 1 białoruską i 1 żydowską przynależność narodową. Było tu 68 budynków mieszkalnych. W 1931 w 55 domach zamieszkiwało 297 osób.
Wierni należeli do parafii rzymskokatolickiej w Kościeniewiczach i prawosławnej w Kostykach. Miejscowość podlegała pod Sąd Grodzki w Krzywiczach i Okręgowy w Wilnie; właściwy urząd pocztowy mieścił się w Kościeniewiczach.
W wyniku napaści ZSRR na Polskę we wrześniu 1939 miejscowość znalazła się pod okupacją sowiecką. 2 listopada została włączona do Białoruskiej SRR. Od czerwca 1941 roku pod okupacją niemiecką. W 1944 miejscowość została ponownie zajęta przez wojska sowieckie i włączona do Białoruskiej SRR.
Od 1991 w składzie niepodległej Białorusi.